# Marques Houston
 (février 2015).
Si vous disposez d'ouvrages ou d'articles de référence ou si vous connaissez des sites web de qualité traitant du thème abordé ici, merci de compléter l'article en donnant les références utiles à sa vérifiabilité et en les liant à la section « Notes et références ».
Pour les articles homonymes, voir Marques et Houston.
Marques Houston, de son vrai nom Marques Barrett Houston, né le 4 août 1981 à Los Angeles, Californie, est un chanteur, acteur et scénariste américain. Membre du groupe de RnB Immature/Imx de 1992 à 2001, il chante en solo depuis 2003. En tant qu'acteur, il est surtout connu pour son rôle de Roger Evans dans la série télévisée Sister, Sister .

## Biographie
Houston est né à Los Angeles, en Californie, de Michael Houston et Carolyn Houston. Son père est afro-américain et sa mère, d’origine mexicaine

## Carrière musique

### Débuts
Houston est un des membres fondateurs du groupe de RnB Immature. Le groupe était composé de Jerome « Romeo » Jones, Don « Half Pint » Santos (plus tard remplacé par Kelton « LDB » Kessee) et Chris Stokes comme manager. À cette époque, Houston est connu sous le surnom de « Batman ». 
En 1999, le groupe change de nom, pour devenir IMx, et publie deux albums, Introducing IMx (1999) et IMx (2001). Le groupe étend également ses activités au cinéma (House Party 4: Down to the Last Minute) et à la télévision (Campus Show) avant de se séparer en 2002.

### 2003–2005:MHetNaked
En 2003, Houston commence une carrière solo. En utilisant son nom de naissance, Marques Houston, il sort son premier album studio, MH, le 21 octobre 2003. L'album comprend les singles That Girl, Clubbin' (featuring Joe Budden ), Pop That Booty (featuring Jermaine Dupri) et Because of You. Aux États-Unis, MH se classe à la 5e place du Top R&B/Hip-Hop Albums et à la 18e place du Billboard 200.  
Le 24 mai 2005, Houston sort son deuxième album solo, Naked, avec les singles All Because of You (featuring Young Rome), Naked et Sex Wit You. Aux États-Unis, Naked se classe 5e au Top R&B/Hip-Hop Albums et 13e au Billboard 200.

### 2006–2007:Veteran
Houston sort son troisième album, Veteran, le 20 mars 2007, qui comprend les singles Like This (featuring Yung Joc), Favorite Gir, Circle et Wonderful. L'album se classe 1er au Top R&B/Hip-Hop Albums et 5e au Billboard 200.

### 2009–2010:Mr. Houston,Mattress Musicet la réunion d'IMx
Houston publie son quatrième album, Mr. Houston le 29 septembre 2009, avec les singles, I Love Her et Sunset. Les clips de Body et Date ont été diffusés sur Internet dès 2008. Suivront ceux de How I Do et Case of You, en 2009, et enfin Tonight en 2010.
Le 14 septembre 2010, Houston sort son cinquième album, Matress Music, qui comprend les singles Kickin' & Screamin' et Pullin' on Her Hair. Un clip pour un troisième single, Ghetto Angel est diffusé en 2011. Houston annonce dans l'émission 106 & Park qu'IMx a prévu d'enregistrer un nouvel album en 2011.

### Depuis 2012:Famous
En octobre 2012, Marques Houston annonce un nouvel album studio, Famous, dont la sortie est prévue pour le 27 août. Le premier single, Give Your Love a Try (featuring Problem) est disponible sur iTunes.

### Autres projets
Houston continue de travailler avec son ancien collègue Jérôme « Romeo » Jones, connu sous le nom de Young Rome à partir de 2004. Il fait d'ailleurs des apparitions sur l'album de Jones album, Food for Thought (2004) sur les chansons Sexapade et What Cha Doin 'Tonight, tandis que Jones fait une apparition sur l'album de Houston, Naked, sur la chanson All Because of You. Les deux collaborent également à For Your Love, une chanson d'un album inédit de Young Rome.
Houston fait des apparitions sur le single de Mila J, Good Lookin' Out, et sur celui de Yung Joc, 1st Time. Il est aussi présent dans les deux clips.
Houston est présent dans le remix de Candy Shop, de 50 Cent, au côté de Dame Four.

## Carrière d'acteur
Houston fait ses débuts d'acteur dans la comédie d'animation Bébé's Kids (1992) dans lequel il est la voix de Khalil. 
En 1994, Houston apparaît dans House Party 3, dans lequel il interprète une version fictive de lui-même ainsi que des autres membres du groupe Immature. 
Mais le rôle qui le fait percer est celui de Roger Evans, qu’il interprète dans la série Sister, Sister. Il joue durant cinq des six saisons dans la série et fait une apparition dans l’épisode final. 
En 1997, il fait une brève apparition dans le film Good Burger, un spin-off à partir d'un sketch de l'émission All That, diffusée sur Nickelodeon. 
En 1998, Houston et son groupe IMx font une apparition dans le clip des Destiny's Child, No, No, No Part 1, et l'année suivante, Houston apparaît dans le clip Jumpin', Jumpin', réalisé par Joseph Kahn.
En 2004, il interprète le rôle d'Elgin Barrett Eugene Smith III dans le film Street Dancers, puis il joue Dumb Donald dans Fat Albert.
De 2005 à 2006, Houston joue dans sa propre sitcom, Cuts, qui était un spin-off de One on One. Malgré de bonnes critiques, la série s'arrête après seulement une saison. 
En 2007, Houston est la vedette du film d'horreur Somebody Help Me, puis de sa suite, Somebody Help Me 2, en 2010.
En 2012, il joue dans Battlefield America, dans lequel il interprète le rôle de Sean Lewis, un publicitaire qui sert de professeur de danse après avoir été condamné à une peine de service communautaire. Cependant, il ne danse pas dans le film.

## Vie personnelle
La mère de l'artiste est décédée des suites d'un lymphome en 1997.
En 2007, des photos ont commencé à filtrer sur Internet, le montrant embrasser Mila J et la tenant par la main. Il a été dit que les photos étaient anciennes et que Houston et Mila J s'étaient déjà séparés. Mila J est la sœur de la chanteuse Jhené Aiko. Toujours en 2007, des blogs ont indiqué que Houston était fiancé avec l'actrice Jennifer Nicole Freeman. Les deux ont joué ensemble dans le film You Got Served. Cette rumeur n'a jamais été confirmée ou infirmée par Houston ou Freeman.
En mars 2010, Omarion a posté sur Twitter des photos de Houston et sa petite amie Marlena, célébrant leur deuxième anniversaire. En 2020, il épouse Miya Dickey. Ensemble ils ont une fille prénommée Zara, née en 2021.
Par ailleurs, l'artiste est membre des Témoins de Jéhovah.

## Discographie

### Albums studio
- 1992 : On our Worst Behavior (avec le groupe diallo)
- 1994 : Playtime is Over (avec le groupe Immature)
- 1995 : We Got it (avec le groupe Immature)
- 1997 : The Journey (avec le groupe Immature)
- 1999 : Introducing IMx  (avec le groupe IMx)
- 2001 : Greatest Hits (avec le groupe IMx)
- 2001 : IMx (avec le groupe IMx)
- 2003 : MH
- 2005 : Naked
- 2007 : Veteran
- 2009 : Mr. Houston
- 2010 : Mattress Music
- 2013 : Famous

### Singles
| Année | Titre                                 | Classement des ventes | Classement des ventes | Album          |
| Année | Titre                                 | Billboard Hot 100     | Hot R&B/Hip-Hop Songs | Album          |
| 2002  | That Girl                             | 63                    | 24                    | MH             |
| 2003  | Clubbin (feat. Joe Budden)            | 39                    | 12                    | MH             |
| 2003  | Pop That Booty (feat. Jermaine Dupri) | 76                    | 34                    | MH             |
| 2004  | Because of You                        | -                     | -                     | MH             |
| 2005  | All Because of You (feat. Young Rome) | 69                    | 14                    | Naked          |
| 2005  | Naked                                 | 47                    | 8                     | Naked          |
| 2006  | Sex With You                          | -                     | 64                    | Naked          |
| 2006  | Circle                                |                       |                       | Veteran        |
| 2007  | Favorite Girl                         |                       |                       | Veteran        |
| 2007  | Wonderful                             |                       |                       | Veteran        |
| 2008  | Sunset                                |                       |                       | Mr Houston     |
| 2009  | Body                                  |                       |                       | Mr Houston     |
| 2009  | Date                                  |                       |                       | Mr Houston     |
| 2009  | How I Do                              |                       |                       | Mr Houston     |
| 2009  | Case of You                           |                       |                       | Mr Houston     |
| 2010  | Tonight                               |                       |                       | Mr Houston     |
| 2010  | Pullin' on Her Hair (feat. Rick Ross) |                       |                       | Mattress Music |
| 2010  | Hight Notes                           |                       |                       | Mattress Music |
| 2010  | Noize                                 |                       |                       | Mattress Music |
| 2013  | Speechless                            |                       |                       | Famous         |

## Filmographie
| Année     | Titre             | Rôle         |
| --------- | ----------------- | ------------ |
| 1993      | Campus Show       | Eli Black    |
| 1996      | La Vie de famille | Lui-même     |
| 1996      | The Parent 'Hood  | Lui-même     |
| 1994-1999 | Sister, Sister    | Roger Evans  |
| 2003      | Rock Me Baby      | Lui-même     |
| 2004–2006 | One on One        | Kevin Barnes |
| 2005-2006 | Cuts              | Kevin Barnes |

| Année | Film                                   | Rôle          |
| ----- | -------------------------------------- | ------------- |
| 1992  | Bébé's Kids                            | Khalil (voix) |
| 1994  | House Party 3                          | Marques James |
| 1997  | Good Burger                            | Jake          |
| 2000  | House Party 4: Down to the Last Minute | Jon Jon       |
| 2004  | You Got Served                         | Elgin         |
| 2004  | Fat Albert                             | Dumb Donald   |
| 2007  | Somebody Help Me                       | Brendan Jeune |
| 2010  | Boogie Town                            | Micah         |
| 2010  | Somebody Help Me 2                     | Brendan Jeune |
| 2012  | Battlefield America                    | Sean Lewis    |

## Distinctions
| Année | Prix                | Catégorie                                                     | Film / émission de télévision | Résultat |
| ----- | ------------------- | ------------------------------------------------------------- | ----------------------------- | -------- |
| 1995  | Young Artist Awards | Meilleur Comédien de jeunesse dans une série télévisée        | Sister, Sister                | Remporté |
| 2004  | MTV Movie Awards    | Meilleur séquence de danse (partagé avec Omarion Grandberry ) | You Got Served                | Nommé    |
| 2005  | Teen Choice Awards  | Choice TV Acteur - Comédie                                    | Cuts                          | Nommé    |